# Coux (Charente-Maritime)
Coux – miejscowość i gmina we Francji, w regionie Nowa Akwitania, w departamencie Charente-Maritime.
Według danych na rok 1990 gminę zamieszkiwało 400 osób, a gęstość zaludnienia wynosiła 30 osób/km² (wśród 1467 gmin regionu Poitou-Charentes Coux plasuje się na 627. miejscu pod względem liczby ludności, natomiast pod względem powierzchni na miejscu 664.).